# James Walter Grimes
James Walter Grimes (* 1953) es un botánico estadounidense.
En 1988 defendió su tesis doctoral Systematics of New World Psoraleeae (Leguminosae: Papilionoideae), en la Universidad de Texas, en Austin.

## Algunas publicaciones
- Wetter, M.A. & J.W.Grimes. 1982. Notes on the asters (Asteraceae) of Edward S. Burgess. Brittonia 34: 273-281.

- Grimes, J.W., Keller, S. 1982. The herbarium of Wesleyan University, Middletown, Connecticut. Brittonia 34: 368-375.

- Grimes, J.W., R.C.Barneby. A New Acacia (Mimosaceae) from Tropical Southeast Brazil, 1985. Brittonia, Vol. 37, N.º 2 (abr - jun., 1985), pp. 186-189. Ed. Springer, por orden del New York Botanical Garden Press

- Barneby, R. C. & Grimes, J. W. Flora de China.

- Barneby, R. C. & Grimes, J. W. 1996. Silk Tree, Guanacaste, Monkey's Earring: A generic system for the synandrous Mimosaceae of the Americas. Part I. Abarema, Albizia, & Allies; × Rupert C. Barneby & James W. Grimes; 292 pp., 19 ilustraciones, 64 cartas. ISBN 0-89327-395-3. Scientific Publications Department, Jardín Botánico de Nueva York.